# Aniël (stripalbum)
Aniël is het 36ste stripalbum uit de Thorgal-reeks, het  behoort samen met De zwaardboot, Kah-Aniël en Scharlaken vuur tot de cyclus "Aniël". Het werd voor het eerst uitgegeven bij Le Lombard in 2018. Het album is getekend door Grzegorz Rosiński met scenario van Yann.

## Het verhaal
Thorgal en zijn gezelschap, bestaande uit Petrov, Lehla, Salouma en zijn dodelijk zieke zoon Aniël, hebben de verwoestingen van Bag Dadh overleefd. Wekenlang zeilen ze doelloos rond tot ze uiteindelijk land zien. Eenmaal aangemeerd meent Thorgal het land te herkennen. Ze bevinden zich in Zhar, waar het rijk van prins Zajkar is gevestigd en waar de Myrms wonen. Het rijk van Zajkar wordt aangevallen door de Yenhäas, woeste, genadeloze strijders. De weg naar het noorden is nog lang en de gezondheidstoestand van Aniël gaat zienderogen achteruit.